# Замок Барміт

Герб баронів Белл'ю.

Замок Барміт (англ. Barmeath Castle) — один із замків Ірландії, розташований в графстві Лаут, біля міста Данлір, на півострові Кулі. Замок Барміт був спочатку зовнішнім замком Пейлу — англійської колонії в Ірландії. Цей замок є відомою пам'яткою історії та архітектури, пам'яткою садово-паркового мистецтва XVIII століття. До створення комплексу замку Барміт долучився ландшафтний архітектор XVIII століття Томас Райт.
На місці давнього оборонного норманського замку в XVIII столітті у 1770 році був зведений новий розкішний замок — резиденція аристократів в геогрієвському стилі. У 1839 році замок знову був перебудований і розширений. Роботами керували Джон Б. Кін та Томас Сміт. Були добудовані дві круглі вежі. Був побудований новий вхід з романською аркою та квадратною баштою. Потім був добудований внутрішній двір та довге крило з башточками. Інтер'єр замку лишився незайманим — в георгієвському стилі. Кімнати мають масонські символи.
Замок належав аристократичній родині Белл'ю — спочатку баронетів, а потім баронів. Белл'ю жили тут починаючи з ХІІ століття. Белл'ю отримали титул баронетів в 1638 році, а титул барона в 1838 році. Титул барона одержав сер Патрік Белл'ю — VII баронет Белл'ю. І баронета Белл'ю теж звали сер Патрік Белл'ю. Замок є одним із найвидатніших замків графства Лаут.
Ірландське геогрієвске товариство долучилося до робіт по відновленню замку Барміт, зокрема до відновлення даху, що дало б можливість зберегти пам'ятку в цілому. Роботами керують Джеймс А. Коннор та Вільям МакКвіллан.